# Wuala
Wuala est un logiciel de stockage de fichiers en ligne. Il fonctionne sur Windows, Mac et Linux (sur lequel on peut utiliser Wuala en tant que système de fichiers). C'est un logiciel propriétaire.
Wuala annonce le 17 août 2015 qu'il met fin à ses services.

## Aspects techniques
Wuala est écrit en Java.
Le chiffrement utilisé est AES-256 et RSA-2048.
Une conférence donnée par Dominik Grolimund lors des Google Tech Talks en octobre 2007 expose de nombreuses informations techniques.